# Kleinschloppen

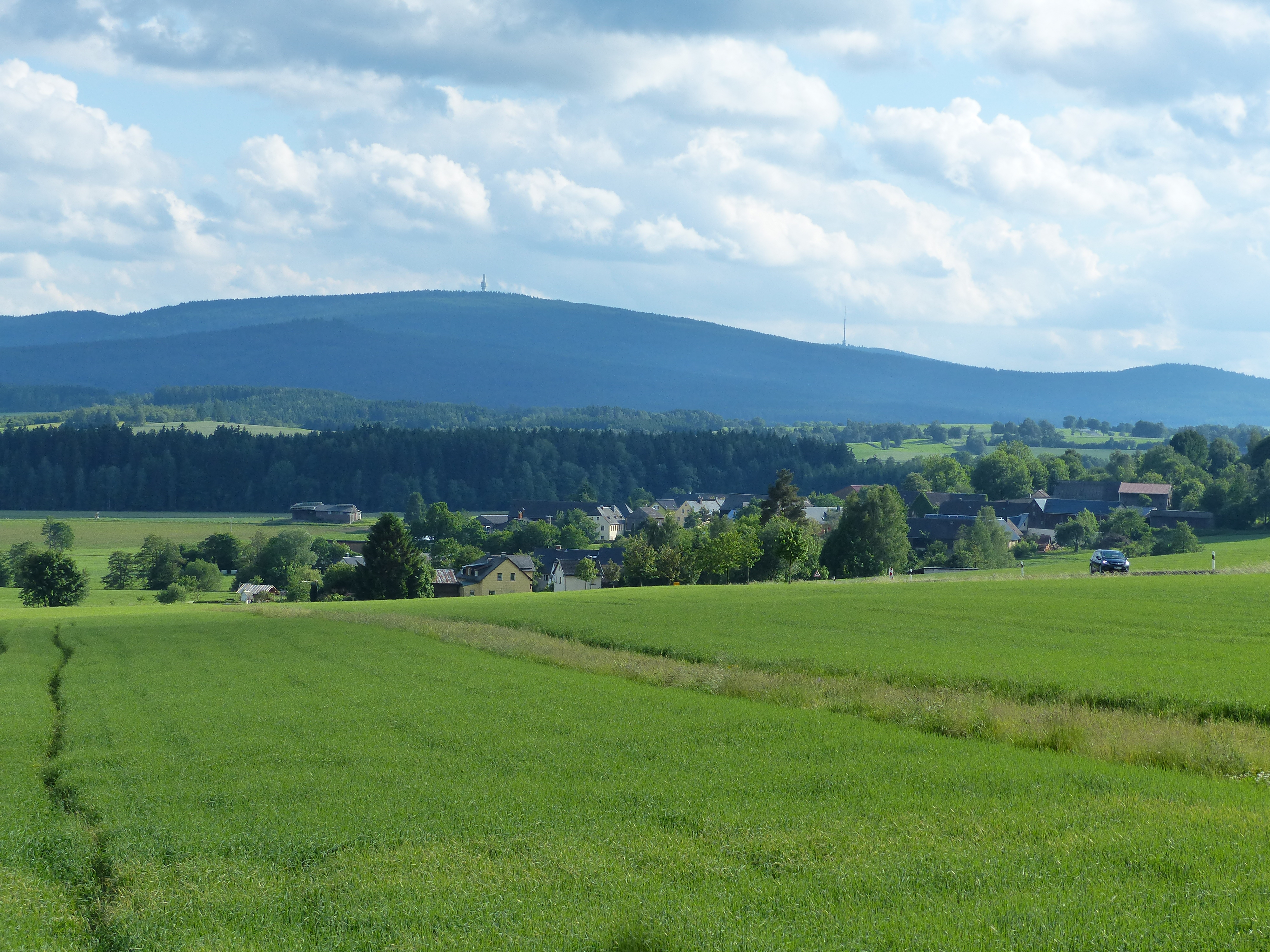
Ortsansicht

Kleinschloppen ist ein Gemeindeteil der Stadt Kirchenlamitz im Landkreis Wunsiedel im Fichtelgebirge (Oberfranken, Bayern).
Das Dorf liegt beidseits der Kreisstraße WUN 1 zwischen Kirchenlamitz und Weißenstadt. An der ehemaligen Bahnstrecke Kirchenlamitz–Weißenstadt gab es einen Haltepunkt Kleinschloppen.